# Zgrada Glavne straže u Osijeku
Zgrade Glavne straže (njem. Hauptwache) je naziv nekadašnje vojne zgrade iz 18. stoljeća na Trgu sv. Trojstva u Osijeku. Zgrada je izvorno služila za smještaj tvrđavske straže, a danas se u njoj nalazi Arheološki muzej u Osijeku.
Sagrađena je 1728. – 1729. godine kao jednokatna višekrilna zgrada. Prema trgu je rastvorena arkadama u prizemlju, dok se sredinom pročelja uzdiže «zdepasti» zvonik s terasom. Terasa je zacijelo služila za uzbunjivanje jer se s nje pružao pogled na Tvrđu i okolicu.
Prema dvorištu zgrada također ima masivne zidane arkade u obje etaže, a u recentnoj je obnovi dvorište natkriveno suvremenom i uspješnom interpolacijom od čelično-staklene konstrukcije, rad arhitekta Branka Silađina.

## Zaštita
Pod oznakom Z-1253 zavedena je kao nepokretno kulturno dobro – nepokretna pojedinačna, pravna statusa zaštićena kulturnog dobra, klasificiran kao "vojne i obrambene građevine".